# Nhóm ngôn ngữ Tây Iran
Nhóm ngôn ngữ Tây Iran là một nhánh của ngữ chi Iran, được ghi nhận có từ thời Ba Tư cổ (thế kỷ thứ 6 trước Công nguyên) và Media.

## Ngôn ngữ
Nhánh Tây Bắc là một quy ước cho các ngôn ngữ ngoài Tây Nam, nhưng không phải là một nhóm di truyền. Các ngôn ngữ như sau:
Iran cổ đại
- Tây Nam: Ba Tư cổ
- Tây Bắc: Media

Iran trung cổ
- Tây Nam: Ba Tư Trung cổ
- Tây Bắc: Parthia

Neo-Iran
- Tây Bắc I  
  - Kurd
    - Kurmanji
    - Soran
    - Nam Kurd
    - Laki

  - Zaza-Goran
    - Tiếng Zaza (phương ngữ: Kirmanjki, Dimli)
    - Tiếng Goran (phương ngữ: Hawrami, Bajelan)
    - Tiếng Shaba
- Tây Bắc II 
  - Baloch: Baloch,? Koroshi
  - Khuri (Kavir)
  - Tatic 
    - Tiếng Talysh
    - Tati/Azari
    -  ? (Talysh? Tati?)
    - Tafresh (chuyển tiếp)
    - Trung tâm/Cao nguyên trung tâm (Kermanic)[4]
      - Tây Bắc
      - Tây Nam
      - Đông Bắc
      - Đông Nam
- Tây Bắc III 
  - Semnan[5]
  - Caspi
- Tây Nam 
  - Ba Tư (phương ngữ: Iran, Dari (Madaglashti), Tajik, Hazara, Aimaq, Sistan, Pahlavan, Dzhidi † (Judeo-Ba Tư), Judeo-Bukharic, Tat (Kavkaz), Judeo-Tat
  - Persid
  - Vịnh-Larestan